# Konkurs w jedzeniu arbuza
Konkurs w jedzeniu arbuza – amerykański film niemy z roku 1896 w reżyserii James H. White